# Máy bay giám sát

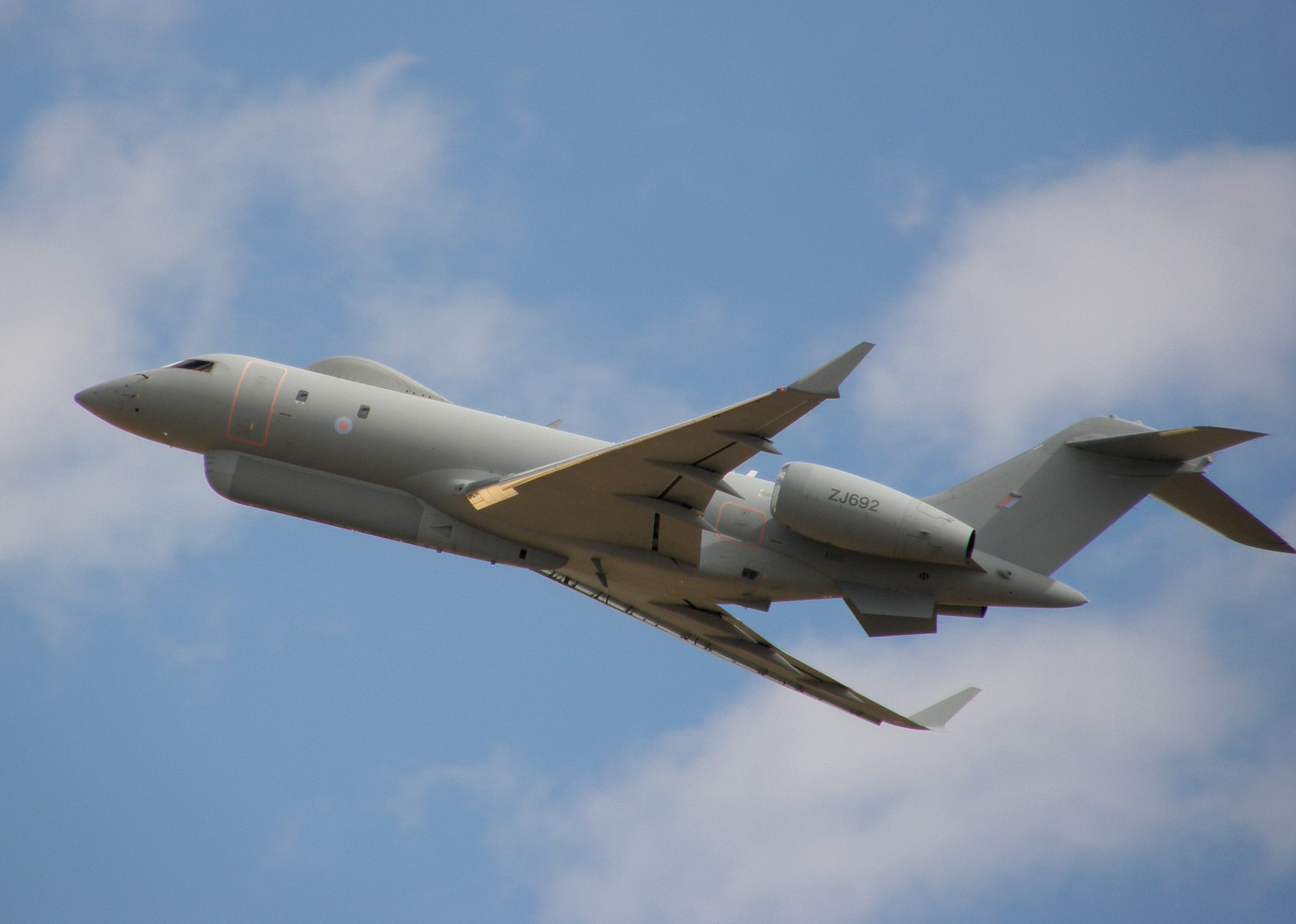
Một chiếc Raytheon Sentinel của RAF

Máy bay giám sát là máy bay được sử dụng để giám sát. Chúng được sử dụng bởi lực lượng quân sự và các cơ quan chính phủ với các vai trò thu thập thông tin tình báo, giám sát chiến trường, giám sát không phận, trinh sát, quan sát (ví dụ như phát hiện pháo binh), tuần tra biên giới và bảo vệ ngư nghiệp.
Máy bay giám sát thường không mang theo vũ khí, hoặc chỉ có vũ khí phòng thủ hạn chế. Chúng không phải lúc nào cũng đòi hỏi khả năng hiệu suất cao hoặc đặc điểm tàng hình, và có thể là máy bay dân sự được sửa đổi hoặc hoán cải. Máy bay giám sát cũng bao gồm cả khí cầu và máy bay không người lái (UAV).

## Định nghĩa
Thuật ngữ "giám sát" và "trinh sát" đôi khi được sử dụng thay thế cho nhau, nhưng tùy theo bối cảnh quân sự mà hai thuật ngữ này sẽ có sự khác biệt: giám sát là theo dõi tình hình thay đổi trong thời gian thực, còn trinh sát là chụp ảnh tĩnh để phân tích.
Trong phương pháp ISTAR, giám sát đôi khi được xếp cùng nhóm với Tình báo, Thu thập mục tiêu và Trinh sát.
Quan sát là một thuật ngữ dùng để chỉ giám sát, nhưng thay vì giám sát sử dụng hệ thống cảm biến thì quan sát sử dụng mắt người.

## Lịch sử

### Trước chiến tranh thế giới thứ nhất

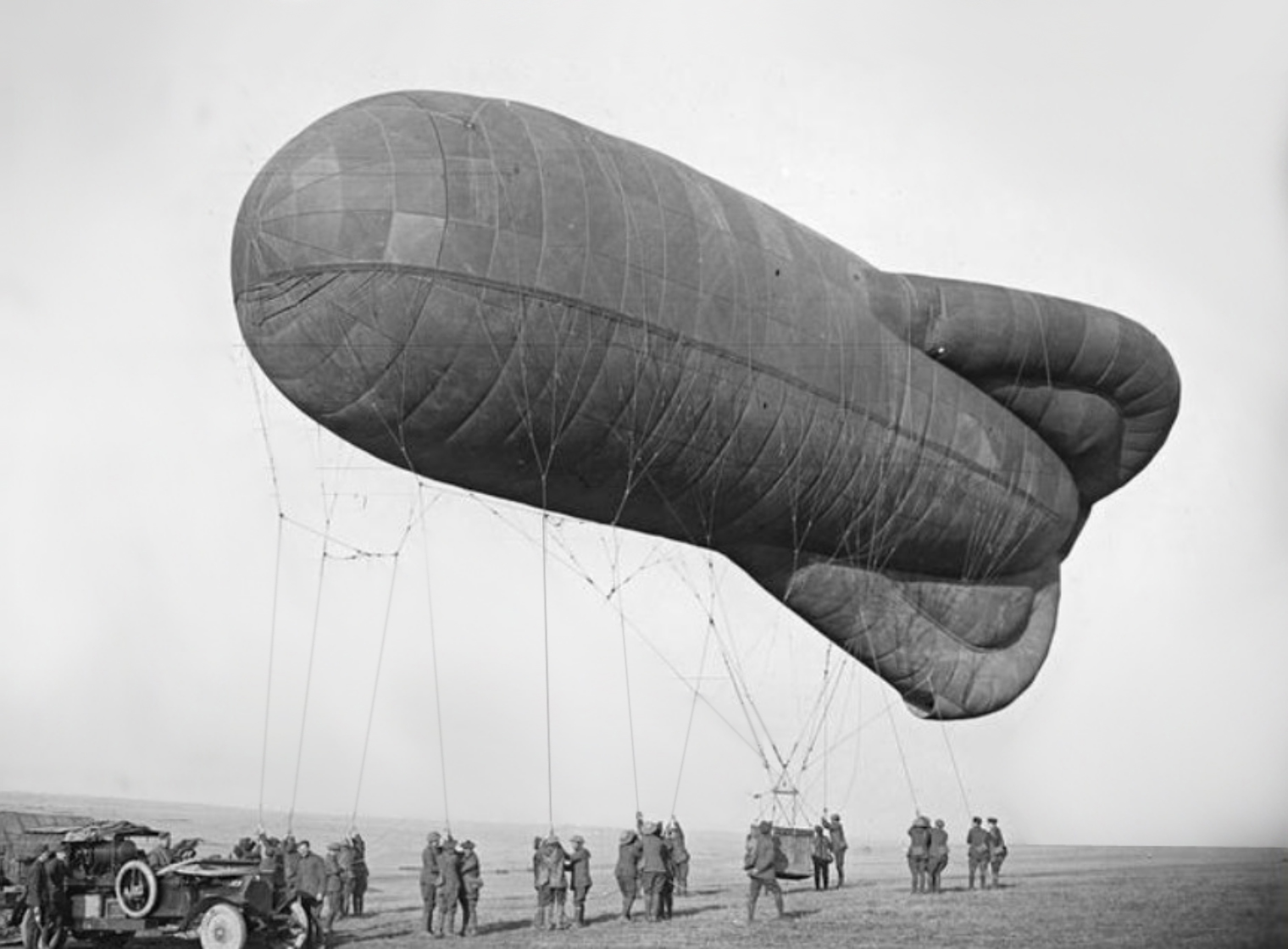
Khinh khí cầu quan sát của Quân đoàn Bay Hoàng gia ở Mặt trận phía Tây trong Thế chiến thứ nhất

Năm 1794, trong trận Fleurus, Quân đoàn Hàng không Pháp đã sử dụng khinh khí cầu L'Entreprenant để quan sát chuyển động của Quân đội Áo, sau đó thả các ghi chú xuống đất để Quân đội Pháp thu thập, và họ cũng sử dụng thiết bị truyền tín hiệu (semaphore) để ra hiệu cho đồng đội.

### Chiến tranh thế giới thứ nhất
Trong Thế chiến thứ nhất, một trong những chiếc máy bay đầu tiên được sử dụng để giám sát là Rumpler Taube sau khi các phi công như Fred Zinn phát triển phương pháp trinh sát và chụp ảnh hoàn toàn mới. Đôi cánh trong suốt của chiếc Taube khiến người quan sát dưới mặt đất rất khó phát hiện ra khi nó đang bay ở độ cao trên 400 m. Người Pháp gọi chiếc máy bay này là "Máy bay tàng hình" và đôi khi còn gọi là "máy bay tàng hình đầu tiên trên thế giới". Taube đã từng phát hiện những bước tiến của quân đội Nga trong trận Tannenberg (năm 1914).

### Chiến tranh thế giới thứ hai
Trong Thế chiến thứ hai, các máy bay hạng nhẹ như Taylorcraft Auster được sử dụng làm trạm quan sát trên không (AOP). Nhiều sĩ quan của lực lượng Pháo binh Hoàng gia Anh trải qua các khóa đào tạo trở thành phi công lái máy bay AOP để theo dõi pháo binh đối phương. Từ giữa thập niên 1960, vai trò quan sát trên không được chuyển qua cho trực thăng quan sát hạng nhẹ đảm nhận, ví dụ như Hughes OH-6 Cayuse.
Trước chiến tranh, người Anh đặt ra nhu cầu về một loại máy bay có thể theo dõi và quan sát hạm đội đối phương từ xa. Để đạt mục đích này, họ đã chế tạo máy bay Airspeed Fleet Shadower và General Aircraft Fleet Shadower, cả hai cất cánh vào năm 1940, nhưng chúng đã trở nên lỗi thời do sự ra đời của radar trên không.

### Chiến tranh Lạnh
Các chuyến bay do thám của máy bay giám sát là nguyên nhân gây tranh cãi lớn giữa Hoa Kỳ và Liên Xô trong suốt thập niên 1960.